# Вали (син на Один)
Вижте пояснителната страница за други значения на Вали.
Вали е един от боговете Аси в скандинавската митология, син на Один от великанката Ринд.
Роден е единствено с целта да отмъсти за убийството на Балдур, на когото е доведен брат. Веднага след раждането си той възмъжава (само за една нощ – на сутринта е готов да влезе в битка) и не мие ръцете си и не вчесва косите си, докато не погубва убиеца на брат си – слепият бог Хьод, убил Балдур, подведен от Локи.
Според митовете Вали ще преживее Рагнарьок и заедно с другите оцелели богове и тези от „младото поколение“, ще живее в обновения свят.